# Ted Kosmatka
Theodore Anthony „Ted” Kosmatka (ur. 16 grudnia 1973 w Chesterton) – amerykański pisarz, współtwórca gry DOTA 2. 

## Życiorys
Kosmatka urodził się i wychował w Chesterton północno - zachodniej Indianie, gdzie pracował przez ponad dekadę w przemyśle stalowym. Po przeprowadzce ze swoją rodziną do Seattle pracował przez kilka lat jako autor gier wideo, a następnie przeniósł się na Środkowy Zachód Stanów Zjednoczonych. Był nominowany zarówno do nagrody Nebula Award, jak i Theodore Sturgeon Memorial Award. Jego powieść „The Games” została nominowana do nagrody Locus za najlepszą pierwszą powieść. 

### Powieści
- The Flicker Man
- The Games
- Prophet of Bones[4]